# انتخابية كولونيا

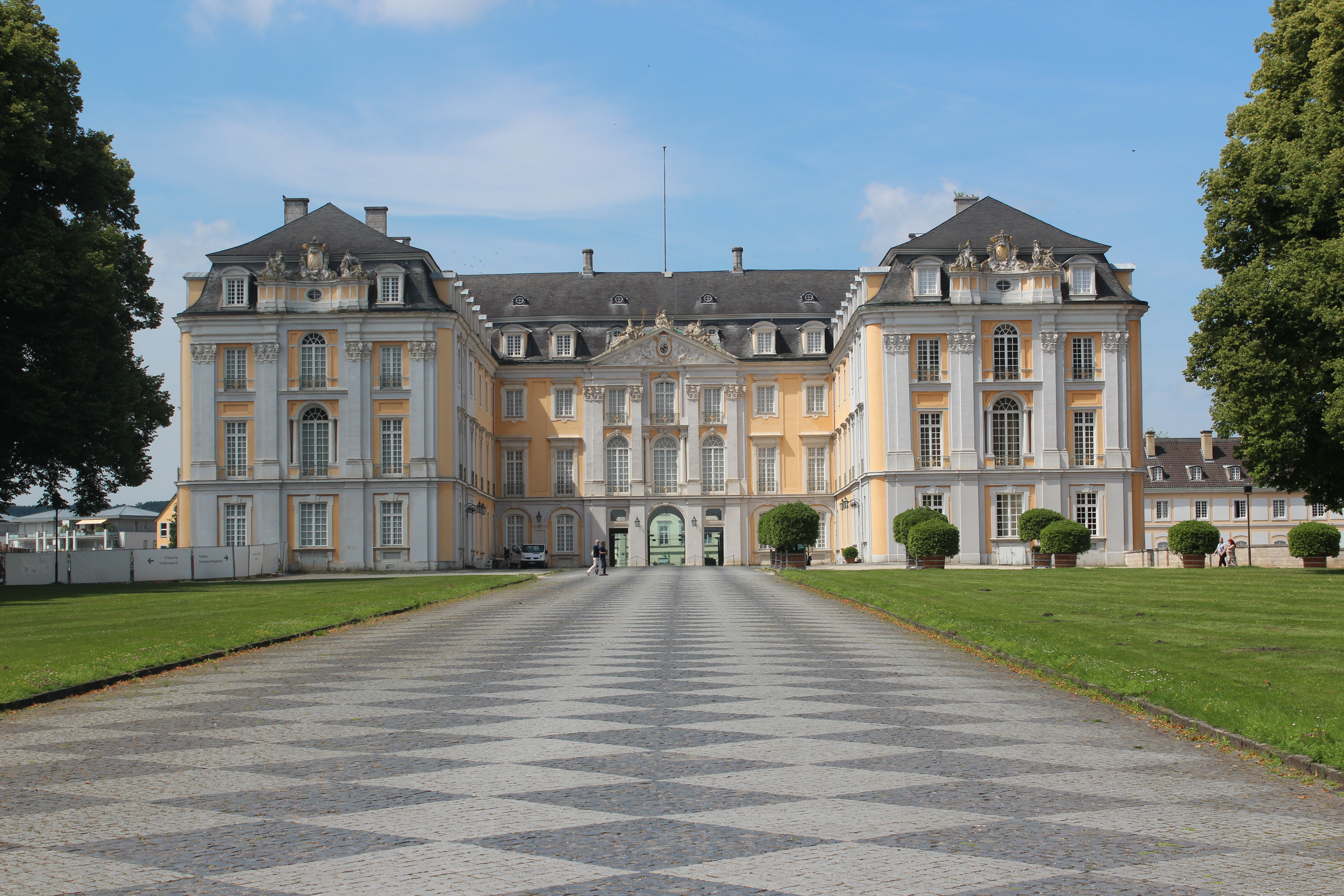
قلعة أوغسطبورغ مقر أمير أسقف انتخابية كولونيا سابقًا.

انتخابية كولونيا (بالألمانية: Kurfürstentum Köln أو Kurköln) إمارة كنسية في الإمبراطورية الرومانية المقدسة وجدت من القرن العاشر حتى أوائل القرن التاسع عشر. وكان يتألف من ممتلكات الدنيوية لأبرشية الروم الكاثوليك في كولونيا (بالألمانية: Erzbistum Köln). كان يحكمها رئيس أساقفة بصفته أمير ناخب. كانت كولونيا عاصمة الانتخابية حتى انتقل الناخب إلى بون (بعد سنة 1288) لتجنب النزاعات مع اختصاص سلطات مدينة كولونيا الحرة، التي لنتزعت سلطته إلى حد كبير. تمت علمنة الانتخابية في عام 1803 خلال الإلحاق الألماني.
كان إقليم انتخابية كولونيا أصغر من أبرشية كولونيا، التي شملت الاسقفيات المساعدة مثل لييج ومونستر.